# پوده‌زار

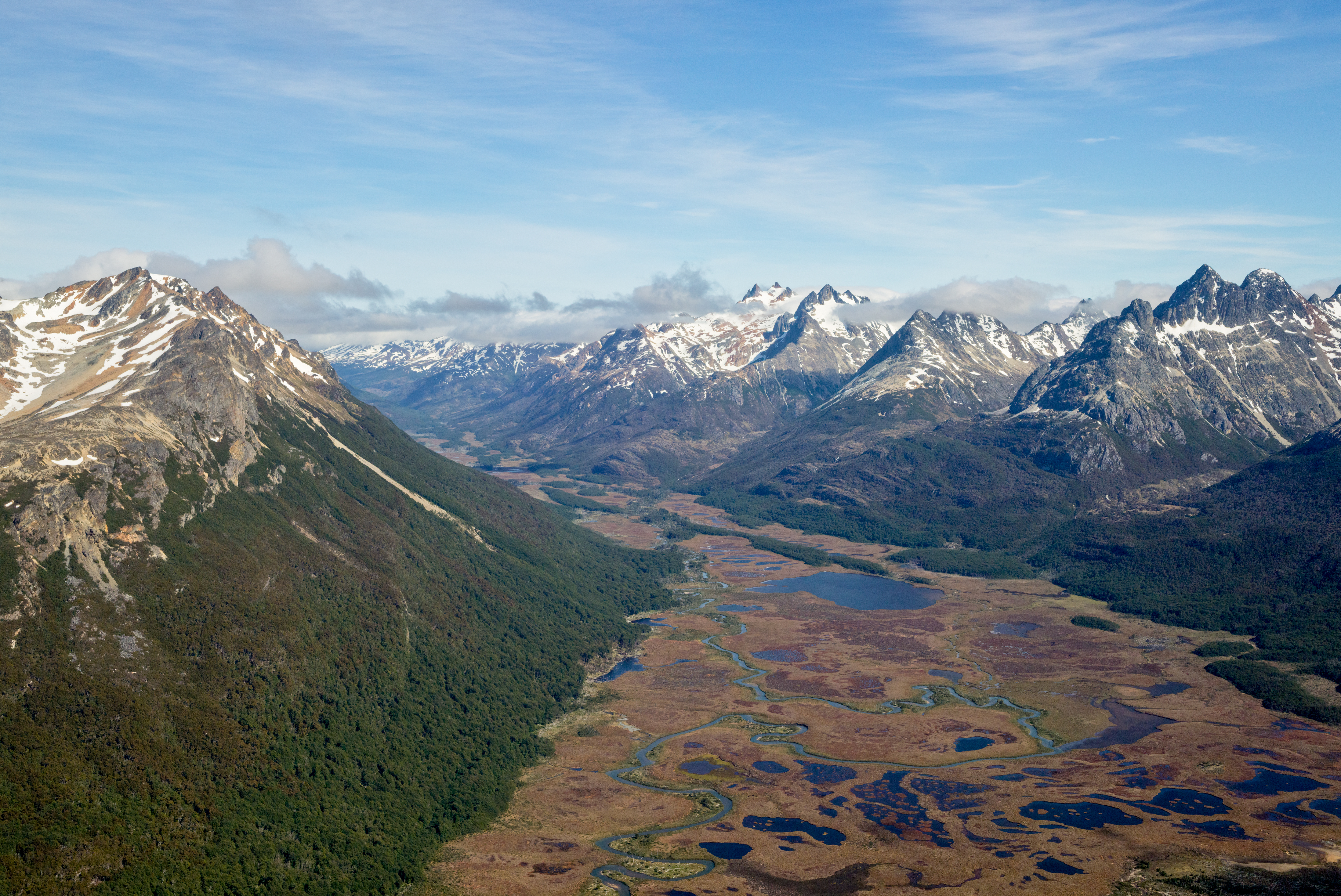
انواع پوده‌زار در دره کارباخال، آرژانتین.

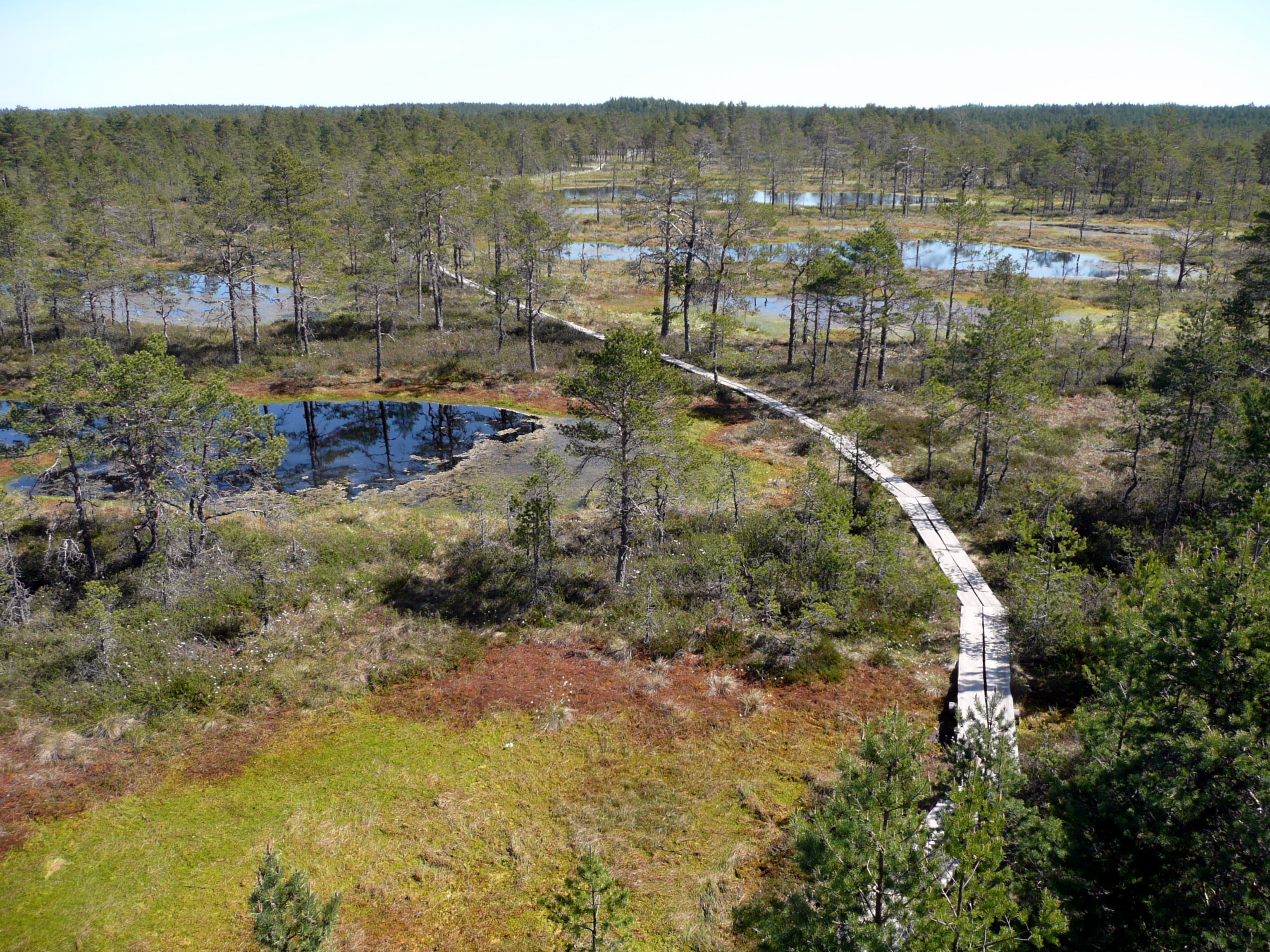
خاک باتلاقی جنگلی در پارک ملی لاهما، استونی. در سال‌های اخیر ۶۵٪ از پوده‌زارهای استونی به‌دلیل فعالیت‌های انسانی تخریب‌شده یا به‌شدت تحت تأثیر قرار گرفته‌است.

پوده‌زار (انگلیسی: Peatland) یا لوش (Mire) به مناطق تالابی گفته می‌شود که در آن گیاهان زنده سازنده پوده وجود دارد. این مناطق به‌دلیل تجزیه ناقص مواد آلی و پسماندهای گیاهی ناشی از ورود آب‌های بی‌اکسیژن و در نتیجه کمبود اکسیژن به‌وجود می‌آیند. همه انواع پوده‌زار با وجود داشتن اکوسیستم ویژه خود، در برخی ویژگی‌ها مانند اشباع‌بودن از آب حداقل به‌صورت فصلی و تشکیل فعال پوده مشترک هستند. پوده‌زارها مانند صخره‌های مرجانی، زمین‌چهرهایی غیرعادی هستند، چرا که بیشتر از فرایندهای بیولوژیکی و نه فیزیکی پدید می‌آیند و و می‌توانند اشکال مشخص و الگوهای سطحی ویژه خود را داشته باشند.
لجن‌زار یا گنداب (quagmire) نوعی پوده‌زار یا خاک باتلاقی شناور در مرحله توالی آب‌آیندی است و در نتیجه باعث پرشدن پوده‌زارهای زیرین خود می‌شود.
چهار نوع لوش یا پوده‌زار وجود دارد که عبارتند از: خاک باتلاقی، پوداب، مرداب و باتلاق.
پوده‌زارها از نظر توپوگرافی، سطح زمین را از توپوگرافی اولیه آن بالاتر برده و می‌توانند به ارتفاع قابل توجهی در بالای خاک معدنی یا سنگ بستر برسند. ژرفای بیش از ۱۰ متر پوده‌زار در مناطق معتدل و بیش از ۲۵ متر د مناطق استوایی فراوان و عادی است. در آخرین عصر یخبندان بسیاری از پوده‌زارهای مناطق معتدل و بیشتر پوده‌زارهای جنگل‌های شمالی توسط ورقه‌های یخ از بین رفته‌است.
گیاه‌شناسان و بوم‌شناسان از اصطلاح پوده‌زار برای اشاره عمومی به هر نوع زمین پوشیده از پوده با ژرفای حداقل ۳۰ سانتی‌متر استفاده می‌کنند، حتی اگر آن منطقه کاملاً خشک شده باشد. به عبارت دیگر پوده‌زار ممکن است خشکیده باشد ولی لوش طبق تعریف باید به‌صورت فعال در حال تشکیل پوده باشد.

## پراکنش جهانی

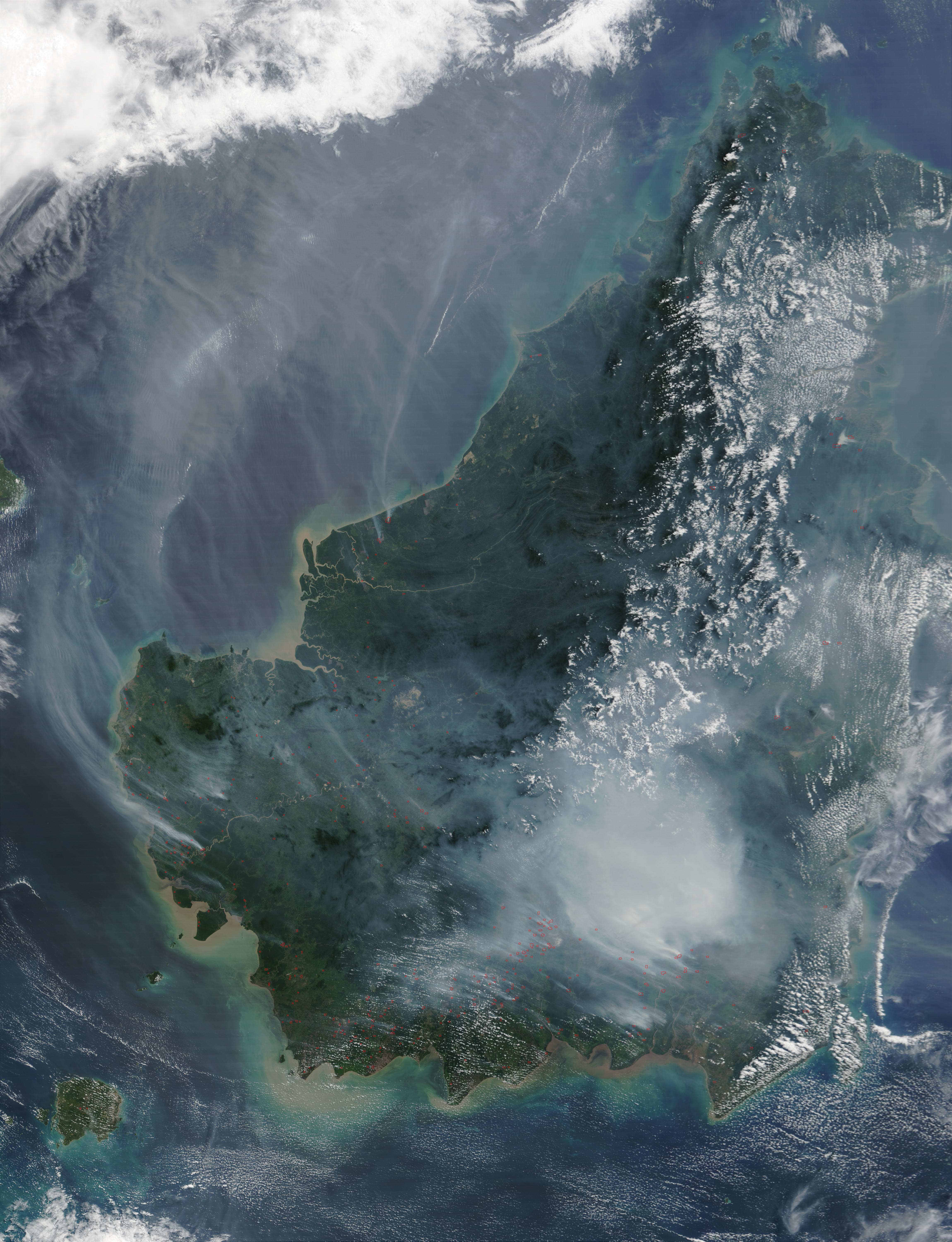
تصویر ماهواره‌ای از سوختن پوده‌زارهای استوایی در بورنئو. فقط در سال ۱۹۹۷ حدود ۷۳۰۰۰ هکتار از جنگل‌های توربی مردابی برنئو در آتش سوخت و به‌همین نسبت کربن آزاد شد که معادل ۱۳ تا ۴۰٪ میانگین سالانه انتشار کربن ناشی از سوخت‌های فسیلی در زمین است. بیشتر این مقدار کربن به‌جای جنگل‌های بارانی استوایی از پوده‌زارهای آن منطقه آزاد شده‌است.

اگرچه بیشترین گستردگی لوش‌ها و پوده‌زارها در عرض‌های جغرافیایی بالا در نیم‌کره شمالی است ولی این پدیده در دیگر نقاط زمین نیز یافت می‌شود. برآورد وسعت پوشش پوده‌زارهای زمین به‌دلیل تفاوت دقت و روش اندازه‌گیری در کشورهای مختلف دشوار است. پوده‌زار در هر منطقه‌ای که شرایط برای تجمع و تشکیل پوده مناسب باشد، و به‌طور عمده در مناطقی که مواد آلی به‌طور پیوسته اشباع از آب است، پدید می‌آید؛ بنابراین پراکنش پوده‌زار به توپوگرافی محل، آب‌وهوا، مواد مادر، زیاگان و زمان بستگی دارد. پراکنش هر کدام از انواع چهارگانه پوده‌زار (خاک باتلاقی، پوداب، مرداب، باتلاق) نیز به این عوامل وابسته است.
بزرگ‌ترین پوده‌زارهای دنیا که شامل حدود ۶۴٪ از پراکنش جهانی آنهاست، در مناطق معتدله، جنگل‌های شمالی و مناطق جنب‌شمالگانی نیم‌کره شمالی یافت می‌شود. در مناطق قطبی به‌دلیل سرعت کم تجمع مواد آلی مرده، پوده‌زارهامعمولا کم‌عمق بوده و اغلب دارای خاک منجمد هستند. مناطق بسیار وسیعی از کانادا، شمال اروپا و شمال روسیه پوشیده از پوده‌زارهای جنگل‌های شمالی است. در مناطق معتدل به‌دلیل سامانه‌های زهکشی و استخراج پوده، معمولاً پوده‌زارها پراکنده هستند ولی همچنان ممکن است مناطق وسیعی را بپوشانند.
در مناطق استوایی نیز پوده‌زارها ممکن است وسیع باشد و به‌طور معمول در زیر جنگل‌های بارانی گسترده شده‌آند. برای نمونه در کالیمانتان پوده استوایی در جنگل‌های حاره ساحلی همانند مناطق مرتفع تشکیل می‌شود. پوده‌های استوایی در مناطقی که بارندگی زیاد و زهکشی ضعیف است به‌شکل گسترده تشکیل می‌شوند. پوده‌زارهای استوایی حدود ۱۱٪ از پراکنش جهانی پوده‌زارها را به خود اختصاص داده‌اند که بیش از نیمی از آن در جنوب‌شرقی آسیا یافت می‌شود. در این مناطق بیشترین پراکنش پوده‌زارها در مناطق پست است، گرچه در ارتفاعات نیز یافت می‌شوند، مانند آمریکای جنوبی، آفریقا و پاپوآ گینه نو. در سال‌های اخیر بزرگ‌ترین پوده‌زار استوایی زمین در مرکز حوضه کنگو کشف شده‌است که پهنه‌ای به مساحت ۱۴۵٬۵۰۰ کیلومتر مربع را می‌پوشاند و ذخیره کربن آن می‌تواند تا ۱۰۱۳ کیلوگرم برسد.
وسعت پوده‌زارها در دنیا به دلیل زهکشی به‌منظور کشاورزی و جنگل‌داری و استخراج پوده کاهش یافته‌است. برای نمونه بیش از ۵۰٪ پوده‌زارهیا اولیه اروپا یعنی پهنه‌ای به مساحت بیش از ۳۰۰۰۰۰ کیلومتر مربع از بین رفته‌است. بیشترین کاهش وسعت پوده‌زارها در روسیه، فنلاند، هلند، بریتانیا، لهستان و بلاروس روی داده‌است.